# Hermann Sello
Ludwig Hermann Sello (né le 25 septembre 1800 à Caputh, mort le 28 décembre 1876 à Potsdam) est un jardinier allemand.

## Biographie
Hermann Sello appartient à famille de jardiniers (de), il est le fils de Ludwig Sello (de).
Après la formation traditionnelle de jardinier de cour et le voyage éducatif obligatoire qui le conduisit à Vienne, en Italie, en France et en Angleterre, Hermann Sello devient jardinier du prince en 1828. Jusqu'en 1837, il travaille dans le jardin paysager du château de Charlottenhof près de Potsdam et le dessine sous la direction de Peter Joseph Lenné, directeur du jardin depuis 1824.
Sa propre maison de jardinier de cour, les bains romains, est construite pour lui en tant que résidence officielle. Selon les plans de Karl Friedrich Schinkel, son beau-frère Ludwig Persius, qui a épousé sa sœur Pauline en 1827, est responsable des travaux de construction. La maison du jardinier a des chambres d'hôtes pour les invités du prince héritier (y compris Alexander von Humboldt).
En 1837, Hermann Sello reprend la gestion de la terrasse du palais de Sanssouci après la mort de son père. En 1841-1842, il fait reconstruire la maison du jardinier dans le style italien par Ludwig Persius à la demande de Frédéric-Guillaume IV. Il repense les terrasses de Sanssouci selon les souhaits de la famille royale, en étroite collaboration avec Ludwig Persius. Hermann Sello serait l'un des premiers jardiniers à utiliser des plantes à feuilles décoratives comme Heracleum mantegazzianum et à introduire le faux philodendron comme plante à feuilles d'intérieur.
Parmi ses élèves, il y a Hermann Walter (qui devient plus tard jardinier du château de Lednice (de)) et Theodor II. Nietner (de), plus tard aussi un jardinier de cour bien connu à Potsdam, concepteur de jardin de plusieurs parcs privés et auteur de livres de jardin.
Hermann Sello meurt le 28 décembre 1876 à Potsdam. Il est enterré dans le cimetière familial privé des Sello à Bornstedt, que Hermann Sello acquiert en 1844.